# 202 г. пр.н.е.
202 (двеста и втора) година преди новата ера (пр.н.е.) е година от доюлианския (Помпилийски) римски календар.

## Събития

### В Римската република
- Консули са Марк Сервилий Пулекс Гемин и Тиберий Клавдий Нерон.
- За последен път е назначен диктатор (Гай Сервилий Гемин), до назначението на Сула сто и двадесет години по-късно.[1]

### В Африка
- Картагенците атакуват римски кораби с провизии за Сципион и римски пратеници, което довежда до пропадане на примирието между двете страни.[2]
- 19 октомври – в битка при Зама картагенската войска, командвана от Ханибал, е съкрушена от римляните начело с Публий Корнелий Сципион.[2]
- Капитулация на Картаген и приемане на окончателни условия за мир предадени от Сципион. Картаген се отказва от всички свои владения извън Африка, задължава се да върне всички римски бегълци и дезертьори, да унищожи флота си с изключение на 10 триреми, да предаде всички бойни слонове, да не води война извън пределите си без изричното съгласие на Рим и да плати обезщетение от 10 000 таланта на годишни вноски за 50 години.[3]Нумидийският цар Масиниса получава всички земи притежавани от предшествениците му.[3]

### В Тракия
- Филип V Македонски превзема Лизимахия, Халкедон, Киос, Перинт и остров Тасос.[1]

### В Азия
- Антиох III нахлува в Коилесирия и започва петата сирийска война между птолемейски Египет и Селевкидската империя.[1]

## Починали
- Тит Манлий Торкват, римски политик и диктатор през 208 г. пр.н.е.
- Хасдрубал Гискон, картагенски военачалник